# Automat

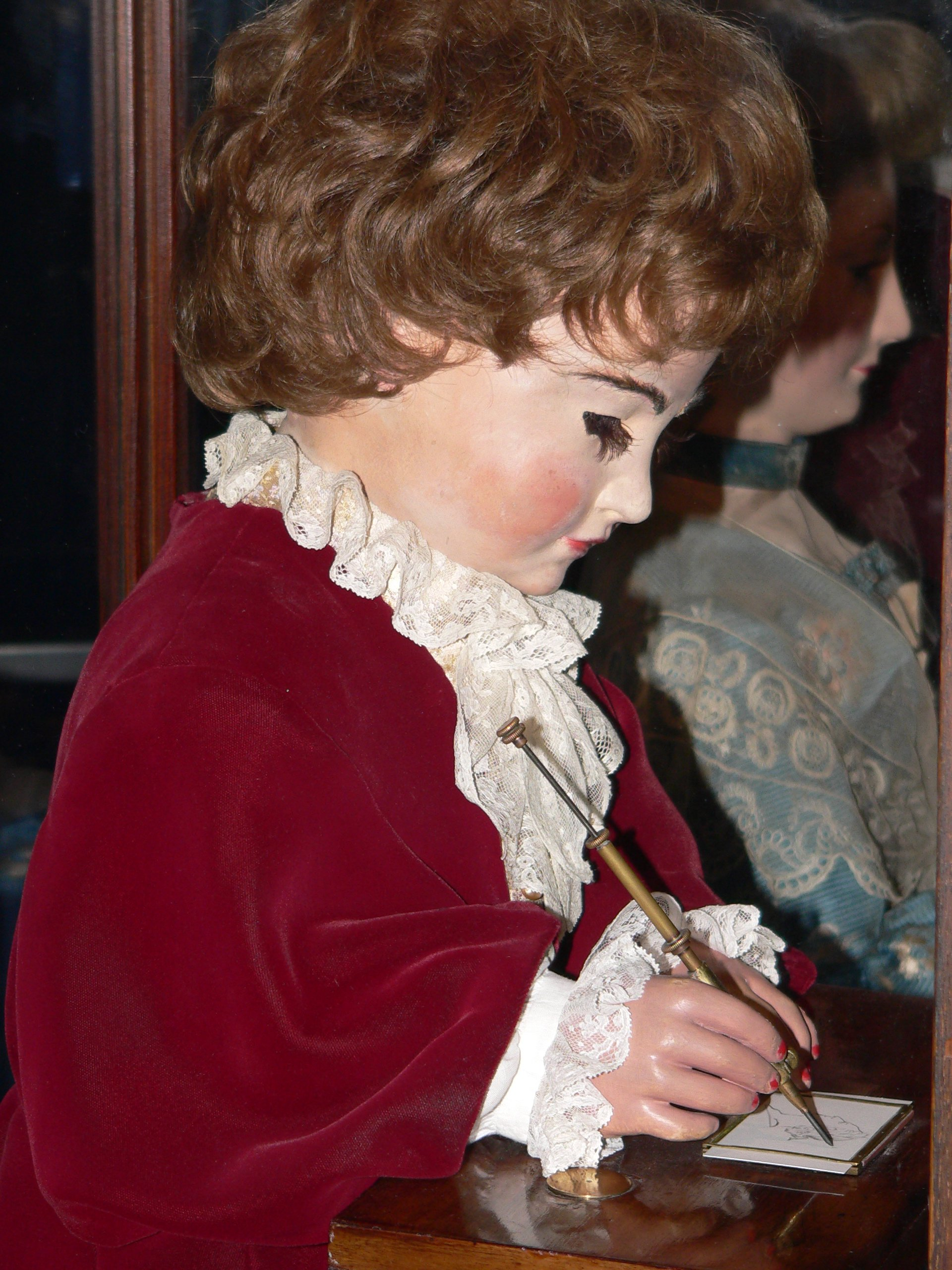
Píšící panenka
(Jacques Droz, 18. století)

Slovo automat (z řeckého automatos, samohybný) označuje technické zařízení, stroj nebo přístroj, který je zařízen tak, že na nějaký spouštěcí impulz samostatně a spolehlivě vykonává předem určené činnosti, a to bez přímého lidského zasahování.
Nejstarší zprávy – často fantastické – o samohybných mechanismech pocházejí z Číny a z řeckého starověku (např. Hérón Alexandrijský) a byly to spíše hříčky k upoutání diváka. V Evropě se zájem o automaty oživuje v pozdním středověku, zejména v souvislosti s mechanickými hodinami a orloji. Podstatně složitější mechanické automaty vznikaly v 18. století (např. švýcarský hodinář Pierre Jaquet-Droz) jako samohybné mechanické hračky, podporující představy zvířecího a lidského těla jako mechanismu. Některé slavné automaty té doby byly ve skutečnosti podvody, neboť vevnitř skrývaly člověka (viz např. Turek (stroj)).
S rozvojem průmyslu a ve 20. století pak hlavně z ekonomických důvodů se automaty nesmírně rozšířily, protože fungují rychle a přesně a šetří náklady na pracovní síly. Se vznikem elektronických počítačů se velmi rozšířily i jejich možnosti a vzniklo celé nové odvětví automatizace (anglicky automation) v průmyslu, v dopravě, v obchodu a ve službách. Složitým počítačem řízeným automatům, zejména pokud obsahují i čidla a orientují se podle vnějších okolností, se někdy říká robot.

## Automaty podle činností
- prodejní automat
  - nápojový automat
  - automat na jízdenky
- frgálomat
- telefonní automat
- hrací automat (též výherní)
- hudební automat
- kopírovací automat
- regulační automat
- adaptivní automat
- svářecí automat
- schodišťový automat

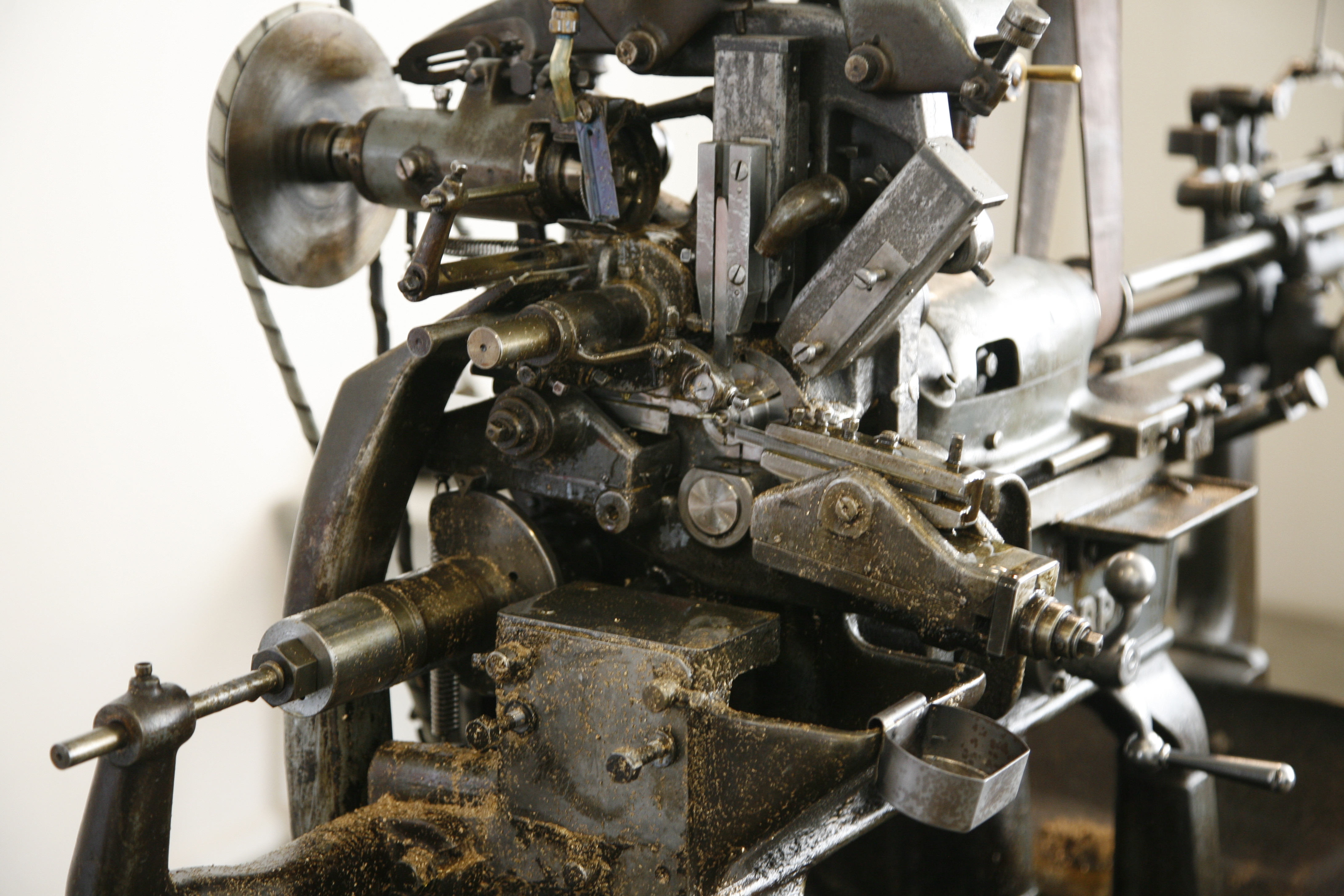
Soustružnický automat (kolem 1900)

- automatická zbraň – automatická ruční střelná zbraň (např. samonabíjecí a samočinná puška, pistole, samopal)
- křivkový automat – stroj, jehož pohyby jsou řízeny křivkovými mechanismy – vačkami, křivkovými bubny. Například revolverové soustružnické automaty a poloautomaty.
- poesiomat
- doručovací box (tzv. alzaboxy apod.)
- úložné boxy (uzamykatelné skříňky)
- samoobslužná toaleta (automatická)
- box na jízdní kolo
- babybox (baby-box)

## Automaty v informatice
Viz článek Teorie automatů.